# 马昭懿

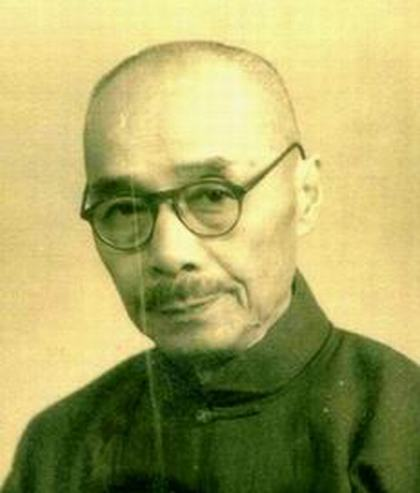
马昭懿

马昭懿（1876年—1951年）字念仁，别号小灌园者，浙江省石门县城（曾称崇德县城，今桐乡市崇福镇）人，中华民国官员、律师。

## 生平
马昭懿是崇德马氏家族成员。崇德马氏的先祖原籍为河南，随宋朝皇室南渡浙江，在崇德西郊马家漾居住。明朝嘉靖年间，始祖考“爱月公”迁居崇德城内，到昭字辈已是十六世。清朝道光年间，建立马家祠堂，设祠产，编宗谱。
清朝光绪二年（1876年），马昭懿生于石门县城（今桐乡市崇福镇）一个富商家庭。17岁中秀才，但多次乡试未中。光绪三十一年（1905年），清廷宣布自翌年起停止科举。同年秋，马昭懿留学日本早稻田大学法科。在上海到长崎的轮船上，结识了同到日本留学的沈钧儒。三年学成后归国，获公举为石门县商务分会总理。
马昭懿少年时家住在石门县城崇福横街中段半爿弄西侧，家中开有益丰衣庄，其家斜对面为善长典当铺。1891年，14岁的湖州人陈英士到善长典当铺当学徒。马昭懿和陈英士成为好友。陈英士的信件、托上海亲友买的书报都经马昭懿家的益丰衣庄转交。1903年，陈英士离开崇福到上海工作，也劝马昭懿赴上海。但马昭懿因家中上有四位老人，下有儿女，故没有答应，但两人一直保持友谊与联系。
1911年辛亥革命爆发，中国同盟会上海分会负责人陈英士、姚勇枕先后到杭州，和军界、警界人士策划浙江起义。11月7日，浙江军政府成立，浙江宣告光复。其间，马昭懿和陈英士等人联系，并联络石门县城士绅徐乃宣、石门县劝学所所长马昭祥、中国同盟会会员徐自华的堂弟徐景卿、教育界人士郭念规、杨圭章、朱绍濂等各界人士，向石门县知县衙门施压，准备光复石门县城。1911年11月12日，马昭懿率浙江军政府的两艘炮船，自杭州沿运河来到石门县城，清朝最后一任石门县知县胡玉泽率僚属手执白旗，亲自到石门县城南门外迎接。石门宣告光复。

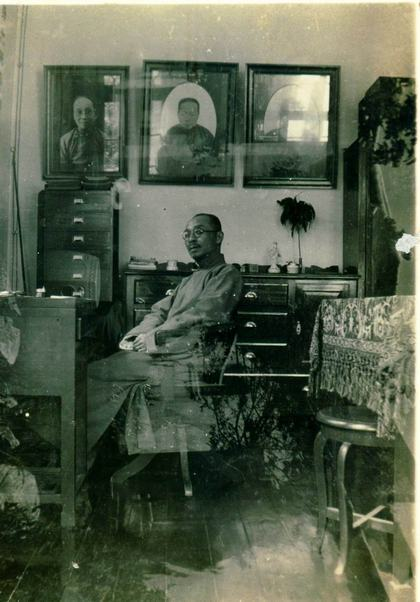
马昭懿

1911年11月14日，石门县公署成立，马昭懿任民政长（石门县的行政长官）。1912年4月，马昭懿调任浙江省新登县（今属富阳市）知事，他领着比他小5岁的杨圭章到新登县就职，任命杨圭章主管新登县教育。马昭懿在新登县大力禁赌，有一次下乡时，其官轿还被赌徒砸毁。
1914年3月，马昭懿的新登县知事任满，到北京参加北洋政府的县知事考试，考试后被任命为山东省历城县知事。此后十年，马昭懿在山东济阳、邹平、临沂等地当官，其间还曾到黑龙江出差。
离开官场后，马昭懿在杭州白莲寺路、崇德县（民国三年即1914年，石门县改称崇德县）崇福横街开设律师事务所。自此任律师十年，在杭州、崇德之间来往。马昭懿的人脉很广，例如海宁许行彬、已去世的杭辛斋都是他的朋友。马昭懿的长子马义述（赞明）自北京大学法律系毕业，历任上海、浙江、湖南高等法院推事、庭长等职。马昭懿的女儿马璞的丈夫曹杰（士彬）是东吴大学法学院教授、大律师史良的助手。这些人脉对马昭懿当律师很有帮助。他成了杭州不少钱庄、商家的法律顾问，在崇德县更是知名人士。
除了当律师，他还兼任浙西水利议事会议员，并兴办实业。1928年7月，马昭懿、孙茂才等人集资15000元筹办电厂，购买英国产60马力煤气引擎及350千瓦发电机组各一台，在崇福南门外开办“永明电气股份有限公司”，于1930年12月12日发电，崇福镇上第一批安装25瓦电灯600盏，每月收取1.4元电费。这是崇福电力的开端。
马昭懿的祖上在万岁桥西侧有祖宅，太平天国时期被毁。马昭懿从事律师职业后，收入颇丰，乃购买了祖宅旧址旁的空地，重建为马家新宅。1933年新宅落成，连片大宅中有三间西式洋楼，还设有一大一小两座花园，新宅取名为“晴旭堂”。新宅刚落成，马昭懿的元配程钰病逝。马昭懿和程钰37年的婚姻走到终点。马昭懿用营斋营奠省下的700元钱，在崇福北门外六里桥运河塘畔造了一座小凉亭“营营亭”，纪念程钰，同时也为行人提供休憩场所，马昭懿的朋友、杭县人王艺为此撰写《营营亭记》。马昭懿为程钰写下了许多悼亡诗，还将诗文和照片印制为小册子赠给亲友。
马昭懿六十寿辰收到仪礼二千多元，全部捐给崇德县修志馆。1935年，马昭懿从上海的“甲戌全浙救灾会”募得善款法币2000元，用来改善本地水利及赈济灾民，以工代赈（每工发两升米），疏浚羔羊至灵安段的河道。
1937年抗日战争爆发后，马昭懿离开睛旭堂，逃到浙西碧湖，后来举家迁居上海。马昭懿在上海法政学院任教。在上海期间，马昭懿和老朋友朱绍濂（茂溪）、沈纯常（蕙荪）、杨圭章（竞存）、徐小淑（双韵）、吕在廷（肖夔）、马达生（无尘）、谱弟吴徵（待秋）常通书信，以诗词唱和。
1943年秋，马昭懿回到崇福。马宅已遭日本人及汪精卫政权人员占用，马昭懿只好住在原用来堆放柴草和杂物的两间老屋。老屋位于马宅大花园西侧，前面临着横街，原来属永秀屈家，后被永秀屈家当作律师代理费抵给马昭懿。马昭懿回乡后，有人劝他出山做事，被他借口老病谢绝。但他患上严重失眠。经长辈和朋友劝说，娶彭志豪为继室。

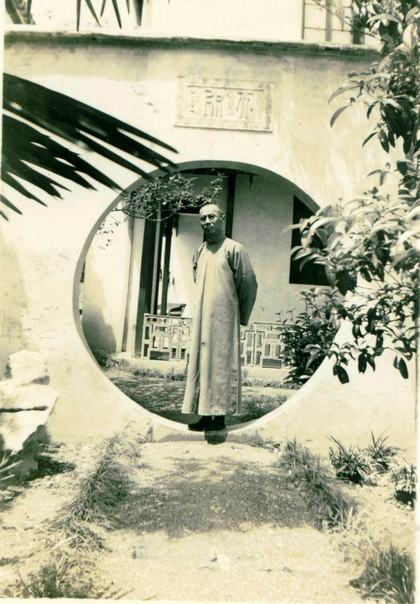
马昭懿

1945年4月，中国国民党方面的崇德县政府仍在乡村游击，马昭懿下乡和崇德县长关震东会晤。1945年5月，关震东调往平湖，马昭懿赋诗送别。1945年日本投降，马昭懿喜而赋诗。马昭懿为崇德马氏家族的族长。1946年12月，马昭懿召集全族30户，借崇福寺西清房举行会议，整顿全族的规约。
1946年10月，崇德县商会正式成立，马昭懿当选为常务理事。同月，崇德县信用合作社成立，马昭懿为主要发起人之一。1947年1月，崇德县社会救济事业协会成立，马昭懿任理事长。马昭懿还参与发起修理吕晚村祠墓募捐、修建崇德简师校舍募款等慈善活动。
第二次国共内战时期，马昭懿的女婿曹杰是民盟成员，有一段时期受到中国国民党当局骚扰，曹杰便来岳丈马昭懿家避难。马昭懿的三个孙女马问蕊、马问池、马问青以及外孙曹奇峰在上海先后秘密加入中共地下党组织。1949年5月，马昭懿见到中国人民解放军开进崇德县城。
中华人民共和国成立后，马昭懿深居简出。长子马义述全家住在上海，次子马义廉全家住在江西玉山。马昭懿在家享受清静。1951年初，马昭懿接到当地人民政府通知，马家新宅“晴旭堂”将被政府接管作为崇福镇人民政府驻地，要马昭懿限期搬迁。马昭懿听从时任中央人民政府司法部第二司司长的女婿曹杰的意见，和妻子彭志豪迁居上海的长子马义述家。1951年农历十二月十九日，马昭懿在上海病逝，享年75岁。
晴旭堂被政府接管后，先为崇福镇人民政府驻地，后成为崇福旅馆的高档客房，文革结束后产权归还给马昭懿的后代。其嫡孙马问遥住在这里，门牌号是横街20号。

## 家庭
- 元配：程钰
- 继室：彭志豪，贵州人，1903年生，其父在杭州当小公务员，故早年随父亲居杭州，有文化。抗日战争结束后，曾任崇福镇中心小学教师。
- 长子：马义述
- 次子：马义廉
- 女儿：马璞
  - 女婿：曹杰[1]